# Église Saint-Philippe de Philippeville
 (décembre 2023).
Si vous disposez d'ouvrages ou d'articles de référence ou si vous connaissez des sites web de qualité traitant du thème abordé ici, merci de compléter l'article en donnant les références utiles à sa vérifiabilité et en les liant à la section « Notes et références ».
L’église Saint-Philippe  est un édifice religieux catholique situé rue des Récollets à Philippeville, dans la province de Namur, en Belgique. Construite en 1556 l’église est le seul bâtiment de Philippeville – alors nouvellement fondée - qui date de l’époque de la domination espagnole des Pays-Bas méridionaux. Classée au patrimoine de Wallonie en 1936 l’église est lieu de culte de la communauté catholique locale.  

## Histoire

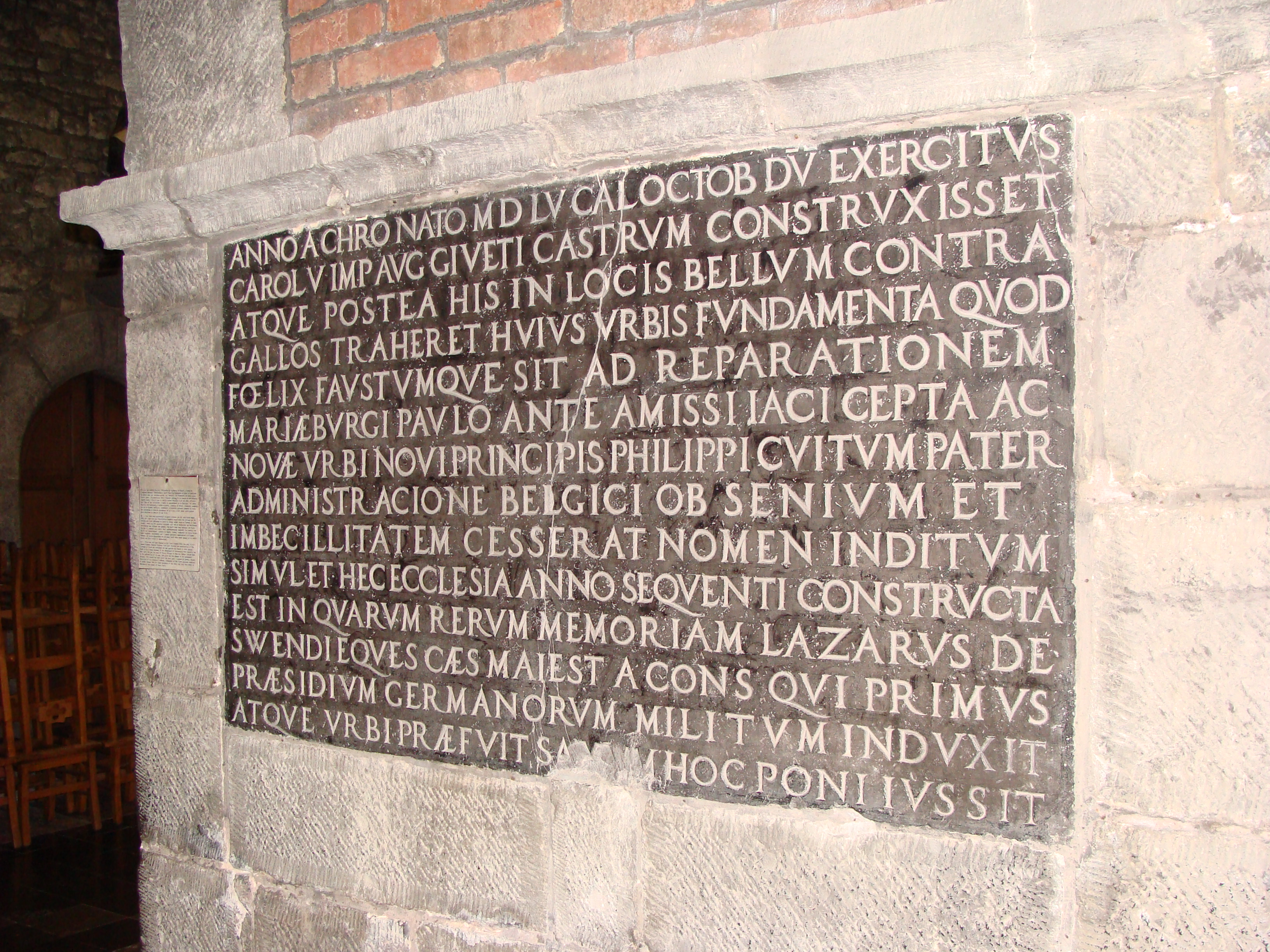
Plaque de fondation de la ville fortifiée (1555) de Philippeville, et de son église (1556), se trouvant dans l'église

Philippeville faisait partie d’une série de forts construits pendant la guerre d’Italie sur ordre de l’empereur Charles Quint. Ces forts devaient défendre les Pays-Bas contre les prétentions territoriales françaises.  Il laissa l’exécution à Guillaume d’Orange, commandant en chef de l’armée de la Meuse, assisté de Lazare de Schwendi, militaire nommé premier gouverneur de la nouvelle ville-forteresse, Philippeville. Ensemble, ils ont sans doute déterminé l’emplacement de l’église, non pas sur la place centrale ('Place d’Armes'), mais dans une rue latérale
D’après Martinique de Remouchamps, proviseur de l’abbaye bénédictine de Florennes, l’église du village voisin d’Echerenne dut démontée et déplacée à Philippeville, Echerennes étant appelé à disparaitre dans cette nouvelle fondation.   Saint Philippe, apôtre, fut choisi comme saint patron de l’église (et de la ville), en l’honneur de Philippe II d’Espagne, fils de Charles-Quint récemment monté sur le trône (octobre 1555). Les travaux commencèrent en 1556. Le clocher fut délibérément maintenu bas pour éviter qu’il ne serve de cible.
Un siècle plus tard, la ville de Philippeville dut être cédée à la France (1659) en application du traité des Pyrénées. La ville fut entièrement reconstruite, à l’exception de son église. 
Au siècle suivant une grande transformation de l’intérieur, dans le style néo-classique, fut conçue et organisée par Jean-Baptiste Chermanne (1750-1761), suivant le gout en faveur à cette époque.  Lors de la restauration de 1906 (350è anniversaire)  l’église retrouva son aspect original.  En 1936, l’église Saint-Philippe fut classée au patrimoine national belge en tant que monument historique.

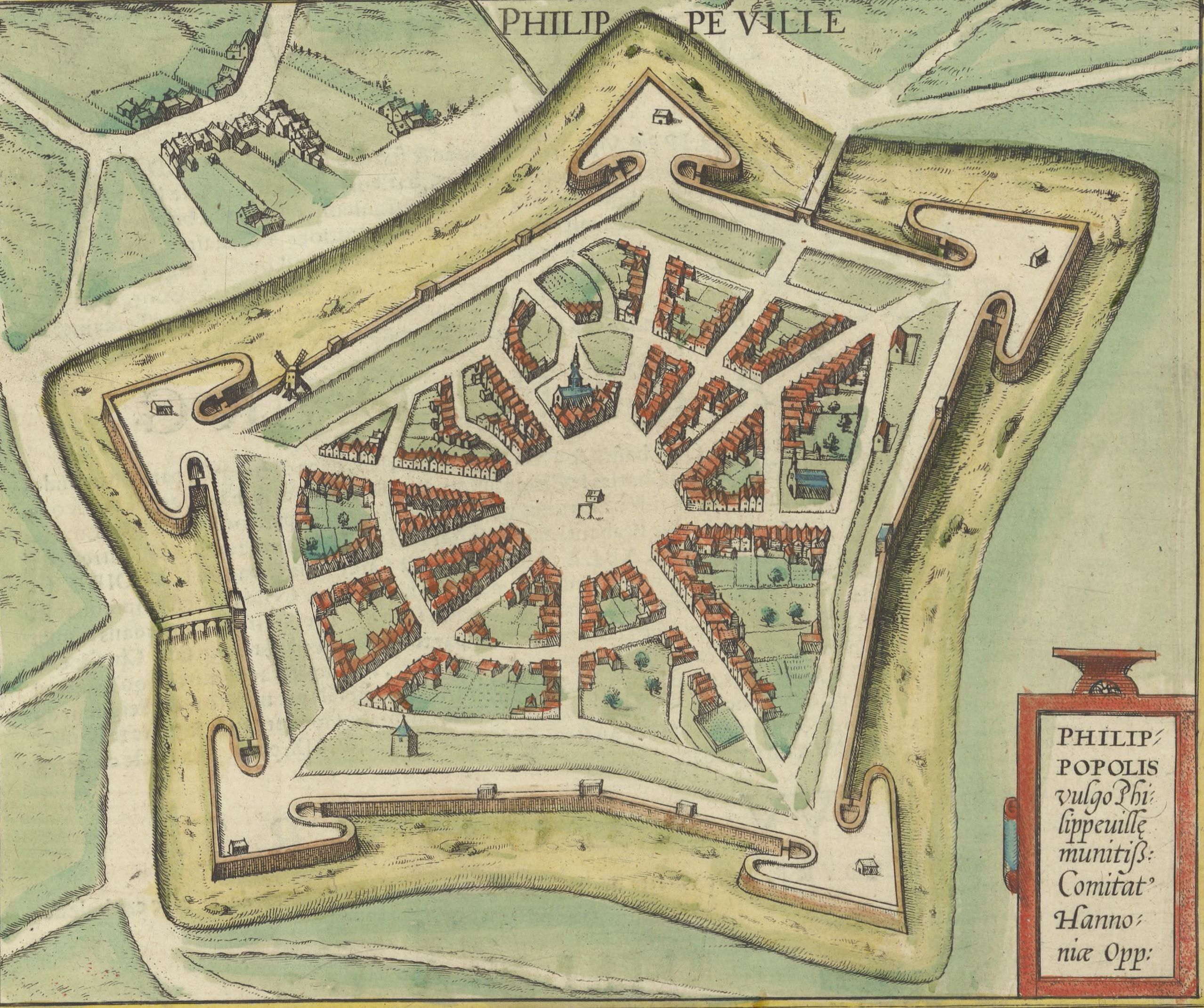
Plan de la ville de Philippeville (1645): l'église y est très visible (centre-droite)

## Description
L’église en pierre calcaire est à trois nefs et cinq travées. Au-delà du faux transept la nef se termine en un sanctuaire. Le clocher est sans hauteur, un choix délibéré pour éviter que le bâtiment ne serve de cible militaire. Le style architectural général est plutôt gothique mais il s’y trouve de nombreux éléments néo-romans à l’intérieur. Il y règne une atmosphère de paix et de recueillement due en grande partie à la demi-obscurité.
Au dessus du portail extérieur, sur la rue des Récollets, une pierre millésimée ‘1598’ fait probablement référence à une première rénovation. 

## Patrimoine
- Fixées au sol et sur les murs latéraux se trouvent de nombreuses pierres tombales d’officiers et soldats français (dont celle d’Antoine-Martin Colbert (1659-1689), fils du ‘Grand Colbert’, ministre des finances de Louis XIV), outre celles de curés de la paroisse.
- Deux plaques historiques commémoratives se trouvent sur les piliers carrés de gauche et de droite, séparant le narthex de la nef. A gauche la plaque, d’origine, est en fait celle de la fondation de la ville de Philippeville (1555), suivie de celle de l’église. Sur le pilier de droite, à l’occasion du 350è anniversaire une seconde plaque, également en latin, rappelle le contexte historique de la rénovation de 1906.
- Une toile est attribuée à Gaspard de Crayer : l’apparition de la Vierge à saint Bernardin de Sienne (XVIIe siècle).
- le retable de la Vierge Marie, au-dessus de l’autel de la nef gauche, est attribué à Giovanni Cimabue, artiste principal de la Basilique Saint-François d’Assise.
- Les vitraux sont l’œuvre du maître-verrier verviétois Camille Ganton-Defoin (1872-1946)